# Rodina-mat' zovet!

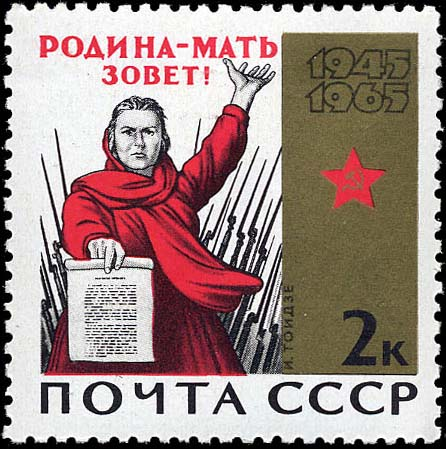
L'affiche reproduite sur un timbre-poste soviétique de 1965.

Rodina-mat' zovet! (en russe Родина-мать зовёт!), soit « La Patrie appelle ! », est une affiche de la Grande Guerre patriotique, créée par l'artiste Irakli Toïdzé (de) les 22 et 23 juin 1941.

## Histoire de l'image
« De l’aveu même de l’artiste, l’idée de créer une image collective d’une mère appelant ses fils à l’aide lui est venue soudainement. Le matin du 22 juin 1941, il travaillait sur une illustration pour le poème « Le chevalier à la peau de panthère ». En entendant le premier rapport du Bureau d'information soviétique sur l'attaque de l'Allemagne nazie contre l'URSS, sa femme Tamara Teodorovna Toïdzé a couru dans son atelier en criant « C'est la guerre ! » Frappé par l'expression de son visage, l'artiste ordonna à sa femme de se figer et commença immédiatement à faire des croquis du futur chef-d'œuvre. »
L'artiste a travaillé toute la nuit, et, le matin du 23 juin 1941, l'affiche était terminée.
L’image de la Mère Patrie est liée à l’image de la Mère Russie, qui a été largement utilisée pendant la Première Guerre mondiale et la guerre civile à des fins de propagande.
Selon les souvenirs du fils de Toïdzé, l’artiste aimait l’œuvre d’Andreï Biély, qui a écrit les vers : « Laisse-moi, ô Patrie, pleurer dans l’espace humide et vide, dans ton espace… » Peut-être ont-ils servi de base au contenu de l’affiche.

## Description
La représentation des femmes dans la propagande stalinienne a changé avec le début de la guerre germano-soviétique, connue sous le nom de Grande Guerre patriotique. Deux catégories étaient destinées à décrire le potentiel héroïque national des femmes en tant que contreparties de l'héroïsme masculin : la jeune fille au cœur pur, idéaliste et martiale, et la figure de la mère comme allégorie de la patrie russo-soviétique. Sur l'affiche, on y voit une femme maternelle, entièrement vêtue de rouge, à l'expression sérieuse, debout devant un fond de deux rangées de baïonnettes, son corps cachant les porteurs des armes. Dans sa main droite, elle tient le serment d'allégeance soviétique de 1939, de l'autre elle désigne les soldats à l'arrière-plan qui se dirigent vers le spectateur.

## Texte du serment militaire

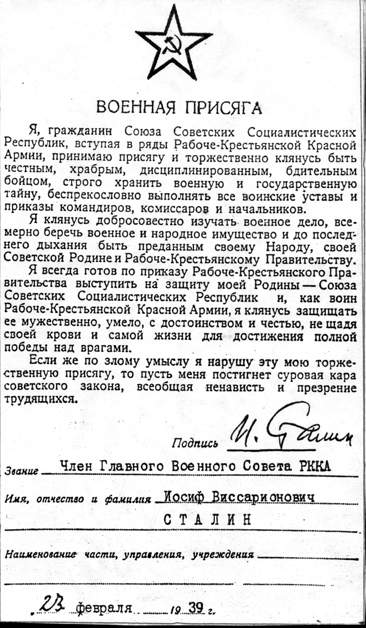
Serment militaire de l'Union soviétique (Voïennaïa prisiaga), signé par Joseph Staline le 23 février 1939.

Я, гражданин Союза Советских Социалистических Республик, вступая в ряды Рабоче-крестьянской Красной Армии, принимаю присягу и торжественно клянусь быть честным, храбрым, дисциплинированным, бдительным бойцом, строго хранить военную и государственную тайну, беспрекословно выполнять все воинские уставы и приказы командиров и начальников.
Я клянусь добросовестно изучать военное дело, всемерно беречь военное и народное имущество и до последнего дыхания быть преданным своему Народу, своей Советской Родине и Рабоче-крестьянскому Правительству.
Я всегда готов по приказу Рабоче-крестьянского Правительства выступить на защиту моей Родины — Союза Советских Социалистических Республик и, как воин Рабоче-крестьянской Красной Армии, я клянусь защищать её мужественно, умело, с достоинством и честью, не щадя своей крови и самой жизни для достижения полной победы над врагами.

Если же по злому умыслу я нарушу эту мою присягу, то пусть меня постигнет суровая кара советского закона, всеобщая ненависть и презрение трудящихся.
Texte en français :
Moi, citoyen de l'Union des Républiques socialistes soviétiques, je rejoins les rangs de l'Armée rouge, l'armée des ouvriers et des paysans. Je jure d’être un combattant honnête, courageux, discipliné et vigilant, de garder strictement tous les secrets militaires et d’État et d’exécuter sans poser de questions toutes les instructions et tous les ordres militaires des commandants et des supérieurs.
Je jure d'étudier consciencieusement la conduite de la guerre, de protéger les biens militaires et publics et de servir fidèlement mon peuple, ma patrie soviétique et le gouvernement ouvrier et paysan jusqu'à mon dernier souffle.
Je suis toujours prêt à défendre ma patrie, l'Union des Républiques socialistes soviétiques, sur ordre du gouvernement ouvrier et paysan. En tant que soldat de l'Armée rouge, l'armée des ouvriers et des paysans, je jure de la défendre avec courage, compétence, dignité et honneur, et de ne pas épargner mon sang ni même ma vie jusqu'à la victoire complète sur l'ennemi.
Si je viole ce serment par malveillance, alors je risque la punition la plus sévère prévue par la loi soviétique, la haine et le mépris des travailleurs.

## Parallèles avec d'autres œuvres
L'image de la « Mère Patrie » devint plus tard l'une des images les plus répandues de la propagande soviétique. Il existe de nombreuses interprétations de l'image et des parodies de cette affiche dans les beaux-arts, la sculpture, l'art populaire et la publicité.
La composition artistique de l'affiche s'apparente à des œuvres telles que l'affiche soviétique « T'es-tu inscrit comme volontaire ? (ru) » ( Dmitri Moor, 1920), l'affiche américaine « Je vous veux pour l'armée américaine » (James Flagg, 1917) et le tableau français « La Liberté guidant le peuple » (Eugène Delacroix, 1830), où l'auteur a représenté le symbole national de la France, Marianne.

« La Liberté guidant le peuple » (1830).
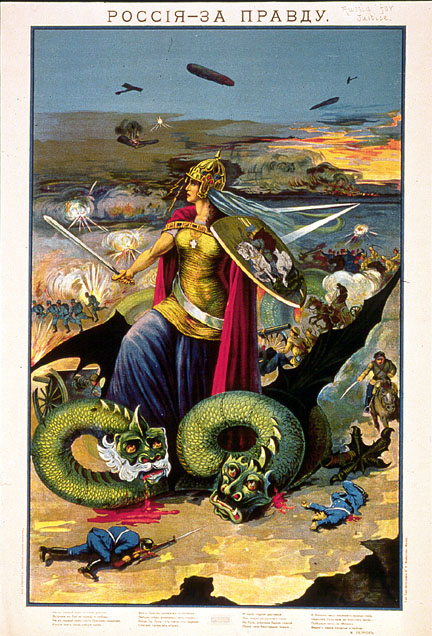
Affiche russe de la Première Guerre mondiale : « La Russie pour la vérité » (1914).
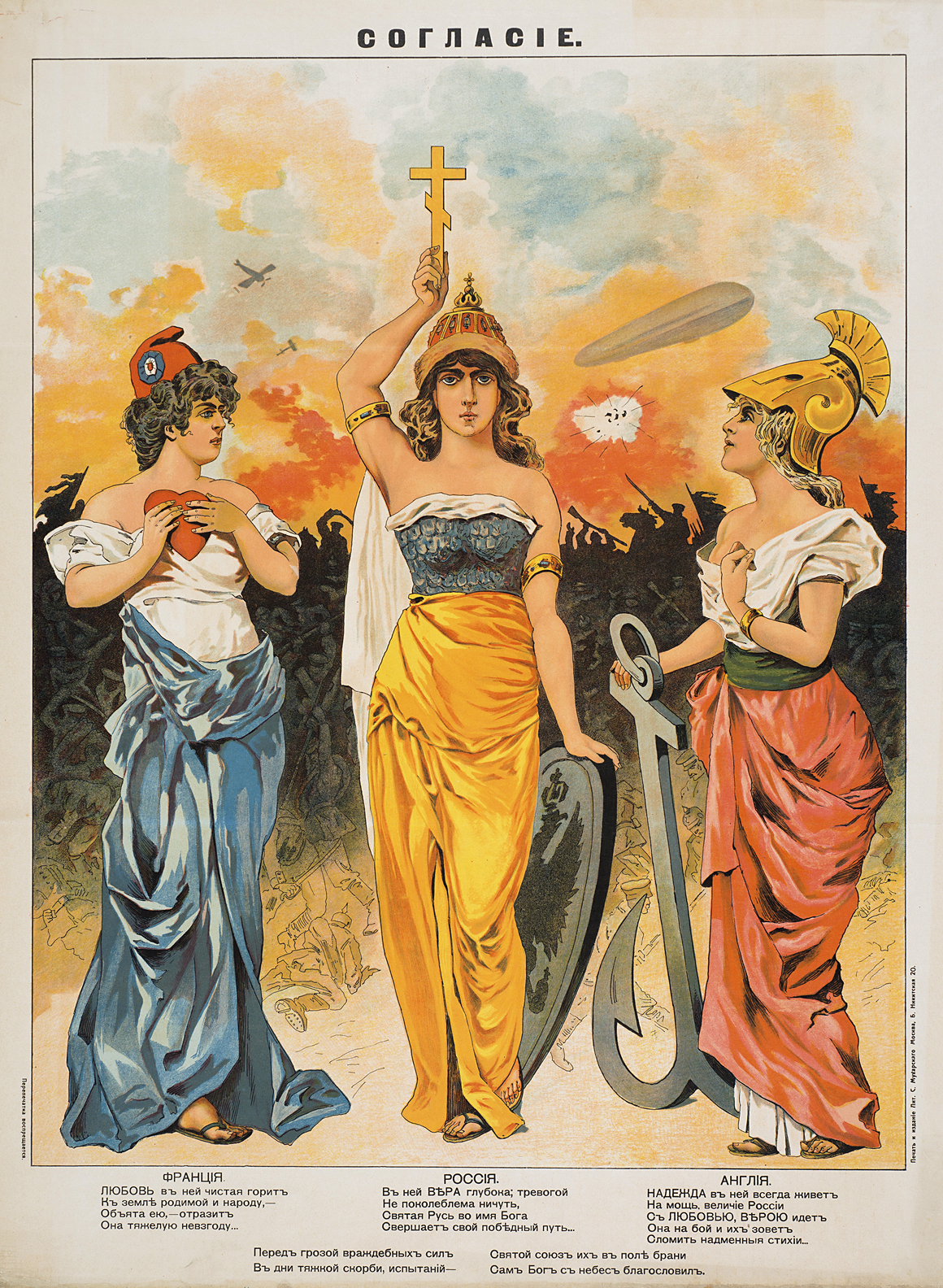
« L'Entente ». Estampe populaire russe de la Première Guerre mondiale (1914).
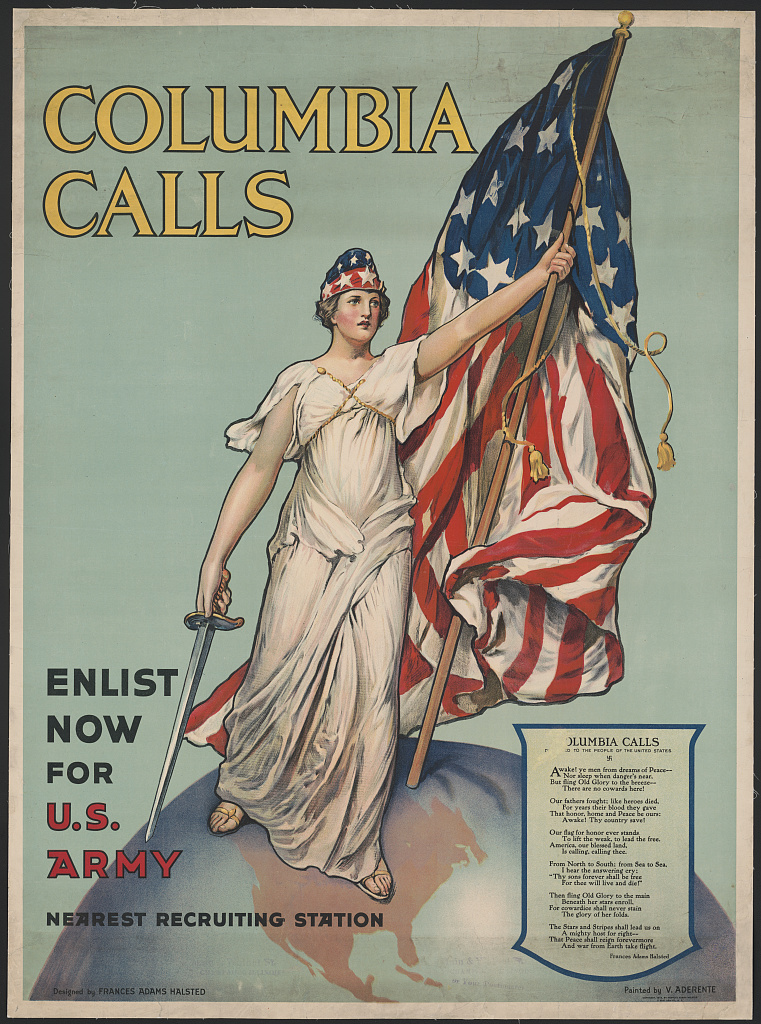
Affiche américaine de la Première Guerre mondiale : « Columbia Calling ! » (1916).
Affiche américaine de la Première Guerre mondiale : l'Oncle Sam recrute des soldats dans l'armée (1917).
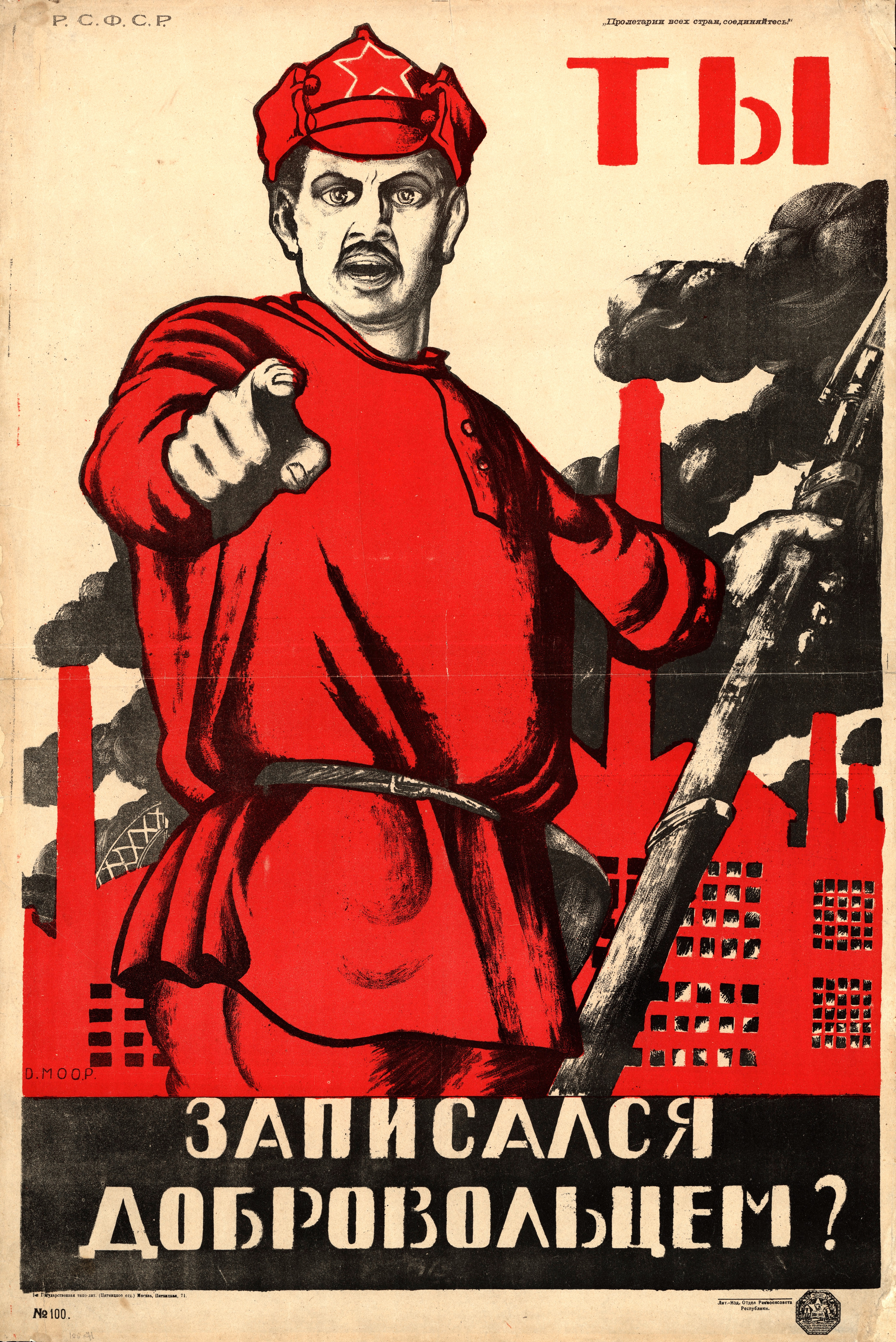
Affiche de la guerre civile soviétique : « T'es-tu inscrit comme volontaire ? » (1920).

## Dans l'art
L'affiche peut être vue dans de nombreux longs métrages soviétiques, notamment dans le film « La maison où je vis ».

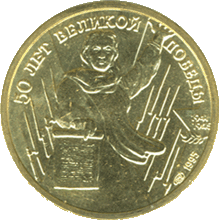
Pièce de monnaie de la Banque de Russie - série « Grande Guerre patriotique », 50 ans de la Grande Victoire (1995)
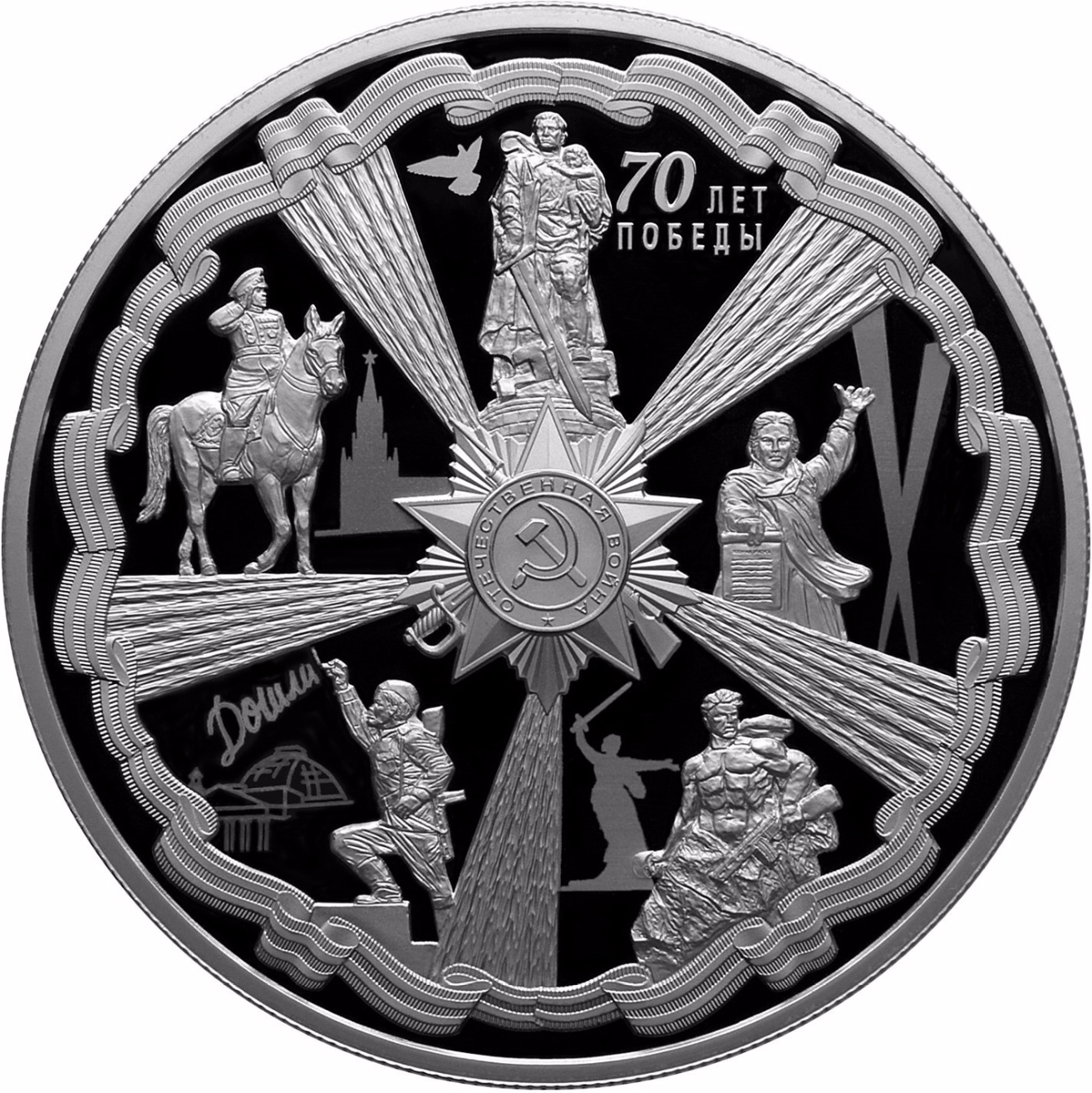
Pièce commémorative de la Banque de Russie (2015)